# Duward
Duward es una empresa relojera española, cuya sede central se halla en Barcelona. El nombre de la empresa que comercializa estos relojes es DERSA, Distribuidora Española de relojería S.A.

## Trayectoria
Duward nació en 1934 y tuvo un gran éxito durante la posguerra y hasta finales de la década de 1970. En 1951 instituyó la Copa Duward para premiar anualmente al club de fútbol menos goleado de la Primera División de España. En 1961, lanzó el tebeo "Duwarín", que se publicó durante cuatro años. En los años 1960 empezó a distribuir modelos de la marca Aquastar, que alcanzaron una gran popularidad por tratarse de relojes sumergibles a un precio razonable y de buena calidad. Al romperse la colaboración con Aquastar, Duward conservó este nombre para su línea de relojes deportivos.
Su popularidad empezó a declinar con la aparición de los relojes con movimiento de cuarzo, pero Duward se adaptó a los nuevos tiempos. En la actualidad distribuye relojes automáticos, de cuarzo e incluso relojes inteligentes.